# 江戸川区歌
「江戸川区歌」（えどがわくか）は、東京都江戸川区が制定した区歌である。作詞・岡久美子（神山清志）、作曲・清水保雄。
歌詞は全3番だが、2016年（平成28年）1月から2021年（令和3年）9月までの間は期間限定で江戸川区立葛西第二中学校3年1組6班が作詞した4番が増補されていた。

## 解説
1965年（昭和40年）9月1日に制定された。歌詞は全国を対象に懸賞募集した入選作とされているが『江戸川区史』第2巻には前月に制定した区章に続いて区歌を制定したことと発表演奏会の写真が載せられているのみで作成経緯については記述が無く、2012年（平成24年）刊の『全国都道府県の歌・市の歌』にも収録されていない。作詞者の「岡久美子」は毎日新聞記者で、3年前に制定された栃木県「県民の歌」に「岡きよし」名義で入選歴がある神山清志（1921年 - 1982年）の別名義である。
発表演奏会における創唱者は松田トシだったが、1970年（昭和45年）に区のモットーとして「ゆたかな心 地に緑」を定めた際に日本ビクターへの委託製造で三浦洸一の歌唱を収録したソノシート（規格品番：FM-6192）が作成されている。その後、1978年（昭和53年）にはビクター音楽産業により三浦の歌唱と行進曲アレンジをA面/B面にそれぞれ収録したシングル盤（17VP-2004）が製造された。

### 4番の増補（期間限定）
江戸川区役所では2020年東京オリンピック・パラリンピック開催記念事業として、2016年（平成28年）1月から大会終了までの期間限定で従来は全3番の区歌に4番を増補する方針を発表し、区民を対象に歌詞を公募した。
入選作は区立葛西第二中学校3年1組6班が応募したもので、2020年（令和2年）9月までの期間限定で使用される予定であったが、同年に新型コロナウイルスの影響で開催延期となったため、区歌の4番演奏も2021年（令和3年）9月のパラリンピック閉幕まで1年間延長されている。4番は当初から期間限定の採用が明言されていたためパラリンピック閉幕を以て廃止となり、2025年（令和7年）時点では区の公式サイト内に設けられている区歌の紹介も制定当初からの3番までであるが、区のYouTubeチャンネルには4番を含めた演奏がアーカイブとして残されている。

## 旧町歌
江戸川区の前身となった東京府南葛飾郡の町村では松江町が1929年（昭和4年）に北原白秋の作詞、山田耕筰の作曲により町歌「わかき松江」を制定していた。